# Keckiella
Keckiella é um género botânico pertencente à família Plantaginaceae. Tradicionalmente este gênero era classificado na família das Scrophulariaceae.

## Espécies
| - Keckiella antirrhinoides - Keckiella breviflora - Keckiella cordifolia - Keckiella corymbosa | - Keckiella lemmonii - Keckiella rothrockii - Keckiella ternata |